# 摩鐵路之城
《摩鐵路之城》（英語：City of Motels）是公視人生劇展週日十點檔系列的作品，改編自2011年張經宏原著、獲得九歌兩百萬長篇小說首獎的同名小說，首播於2014年7月25日（五）晚間十點公視HD、2014年8月10日（日）晚間十點公視主頻，為單元劇式的電視電影。
本劇由翡士特製片製片總監尤鴻翼執導，毛弟、房思瑜、歐陽妮妮、梁正群、王靜瑩、王書喬等人主演，開拍於2014年5月9日的台中市，18日全劇殺青。

## 原著
張經宏原著《摩鐵路之城》榮獲2011年九歌兩百萬長篇小說首獎，評審季季總結評語為：「教育，黑道，色情，並非新鮮課題，任何城市都有，只是問題輕重有別。《摩鐵路之城》是張經宏向《麥田捕手》作者沙林傑致敬的作品，所描摹的背景雖是台中市，卻也凸顯了新世紀第一個十年的島嶼浮世繪；讓我們看見台中，也看見台灣。而心裡存著『不爽症』的少年吳季倫，其實也是當下許多徬徨少年的縮影；他們的內心在不爽之中一定也懷抱著一個自我救贖的夢想。」

## 劇情大綱
本劇對小說中大量討論教育體制的部分有所刪減，主要劇情發展是透過17歲的輟學少年季倫離開學校到汽車旅館打工後一連串的曲折遭遇，側寫出台中情色產業和黑道文化一角，同時對於教育體制和選舉文化也語帶諷刺地調侃。
輟學後的季倫（毛弟飾）透過學長阿尻（曾奕翔飾）的關係結識了露西（房思瑜飾）、艾蜜莉（王書喬飾）、黑炭叔（蔡明修飾）、暢銷作家（梁正群飾）、茱莉亞（王靜瑩飾）等人，單純的他慢慢發現外表光鮮亮麗的背後似乎往往藏著種種不欲人知的醜惡......
雖然書寫成人世界的黑暗荒謬，又透過季倫這個17歲高中生的單純目光映照，因此促成了奇特的視角，季倫既身歷其境又抽離於現實醜惡之外。而在歷經一趟城市冒險之後，季倫又要如何重新用不同視角看待這個世界？

## 演員陣容

### 主要演員
| 演員           | 角色                 | 介紹 |
| 邱翊橙（毛弟） | 吳季倫               | 17歲輟學高中生 季倫本來是個平凡的17歲高中生，寄居在伯父家的他向來乖巧懂事，卻因為在學校不斷被師長教官找碴，最後憤而離開學校那個鬼地方。輟學離家的他找學長阿尻投靠，進入Motel打工後卻不知不覺地被捲進大人世界的複雜漩渦，看見這個城市的另一面... |
| 房思瑜         | 露西                 | 泰式餐廳負責人 替茱莉亞、艾蜜莉背後的集團打理餐廳等事務，卻因頗得人心反招艾蜜莉嫉妒，時時想殺她的威風。外冷內熱，表面冷淡其實十分關心他人。雖然精明幹練，卻又非常迷信，常讓季倫摸不著頭腦。                                                     |
| 歐陽妮妮       | 兔子女孩             | 高中生 17歲，與季倫其實是同班同學，兩人在阿尻的店裡結識，心思神秘難測的她似乎隱約被季倫吸引。 |
| 曾奕翔         | 阿尻 （丹尼／Danny） | 輟學學長、服飾店老闆 季倫的學長，在季倫離校前就輟學在外面開店，年紀輕輕的他竟能在一中街開自己的服飾店，而且跟茱莉亞、艾蜜莉的關係似乎都不單純，背景肯定「雄厚」。                                                                               |
| 梁正群         | 風國宜               | 知名暢銷作家 被邀至台中演講，因緣際會結識了季倫，發展出一段不尋常的關係。 |
| 王靜瑩         | 茱莉亞 （林鳳君）    | 黑道情婦兼市議員候選人 神秘中年女子，表面上是阿尻表姊，事實上是阿尻的親生母親。同時是黑道情婦，掌管集團事務，甚至參選市議員，城市裡大大小小地方都貼滿她的競選海報與旗幟。                                                                       |
| 王書喬         | 艾蜜莉               | 汽車旅館負責人 表面上是阿尻表姊，事實上亦是黑道情婦，個性潑辣易怒，特別喜歡找露西麻煩。 |
| 蔡明修         | 黑炭叔               | 汽車旅館門房 表面上是汽車旅館門房，背後有黑道背景，氣勢頗不一般。 |

### 其他演員
| 演員   | 角色             | 介紹 |
| 劉大瑋 | 阿奇             | 季倫伯父的兒子，也就是季倫的堂哥，兩人一起長大，感情不錯，但終究不是親兄弟，兩人關係有些微妙之處。                                                                     |
| 廖志強 | 伯父             | 季倫大伯，在弟弟阿堂早逝後收養季倫，一直相當疼愛季倫，將他視為己出。對季倫來說伯父就像是第二個父親，但雖知伯父對他的關愛，季倫還是想盡早獨立生活，以免給伯父家添麻煩。 |
| 何曼寧 | 伯母             | 季倫大伯妻子，阿奇母親，對季倫頗為照顧。 |
| 蔡沂倫 | 幼年季倫         | 小時候的季倫。 |
| 邱敏嘉 | 委屈服務生       | 露西的泰式餐廳員工，被艾蜜莉拿來出氣，無意間卻促成露西的離開。 |
| 王鴻道 | 岳伯勤（校長）   | 季倫就讀私校的高中校長，為人勢利小心眼。 |
| 劉於凱 | 英文老師（琳達） | 季倫就讀私校的英文老師，光鮮亮麗但其實愛慕虛榮，與校長有不倫關係。 |
| 張洋   | 小混混           | 茱莉亞競選總部小混混，騎車撞傷季倫伯父。 |
| 羅伯   | 持槍流氓         | 持槍至露西店內威脅收取保護費。 |
| 辛宛蓉 | 聊天女孩         | 季倫幻想聊天學校中陪客人聊天的女孩。 |

## 製作團隊
- 監　　製：張朝晟
- 製作協調：朱慕蓉
- 製 作 人：尤鴻翼
- 製片總監：尤鴻翼
- 小說原著：張經宏
- 導　　演：尤鴻翼
- 編　　劇：林欣怡
- 執行製片：簡筱天
- 場　　記：羅婉瑜
- 選角/演員管理：簡筱天、林欣怡
- 製片助理：陳冠羽
- 攝 影 師：張誌騰
- 燈 光 師：顏玎軒
- 收 音：猴子電男孩、游寓紳、謝明真、洪德智
- 剪　　輯：吳庭宇
- 美　　術：莊子坪
- 造 型 師：潘倫琪
- 化 妝 師：蘇艾璇
- 梳 妝 師：葉思辰
- 聲音後期：王彥斌
- 主視覺設計：湯德華
- 主題曲：偏執狂樂團「發現」
- 製作著作：翡士特製片

## 拍攝場景
- 七期重劃區
- 台中市一中街商圈
- 東海大學附屬高級中等學校：季倫就讀之私立中學
- 台中市中區成旅晶贊飯店
- 台中市Onze-11服飾店：季倫學長阿尻開服飾店的地點
- 台中市異人館咖啡部屋
- 台中市大里區Taco風風箏拉麵
- 台中市大雅區大肚山花園公墓
- 台中市童綜合醫院：劇中的醫院場景
- 台中都會公園：季倫與兔子女孩約會看夜景地點
- 台中市國立公共資訊圖書館：暢銷作家演講地點
- 台中市西屯區水雲端Motel（汽車旅館）：季倫離開校園打工的地方

## 引用
1. ↑  .   [2014-07-03]. （原始内容存档于2014-07-15）.
2. ↑  .   [2014-07-03]. （原始内容存档于2017-07-25）.

## 資料來源
- 王靜瑩為戲參選 民眾喊凍蒜 （页面存档备份，存于） - 蘋果日報（2014-06-05）（繁體中文）
- 台北書展 18歲以下免錢 （页面存档备份，存于） - 中時電子報（2014-07-22）（繁體中文）
- 王靜瑩上吐下瀉　堅持上摩鐵 （页面存档备份，存于） - 蘋果日報（2014-08-06）（繁體中文）
- 王靜瑩閃緋聞 《摩鐵》當女版顏清標 （页面存档备份，存于） - 中時電子報（2014-08-07）（繁體中文）
- 房思瑜和毛弟再合作 演《摩鐵路之城》 （页面存档备份，存于） - 大紀元（2014-08-07）（繁體中文）
- MOTEL拍戲 毛弟看見真實人生 （页面存档备份，存于） - 中時電子報（2014-08-07）（繁體中文）
- 毛弟摩鐵拍戲 看見超真實人生 （页面存档备份，存于） - 世界新聞網（2014-08-08）（繁體中文）
- 【星愛呷】梁正群　闖入西班牙美食國度 （页面存档备份，存于） - 壹周刊（2014-08-10）（繁體中文）